# Serie B 2008-2009 (rugby a 15)
La serie B di rugby a 15 2008-09 si è disputata dal 5 ottobre al 24 maggio e ha visto la partecipazione di 47 squadre divise in quattro gironi. Una quarantottesima squadra, la Lazio si ritirò dal campionato per confluire nella S.S. Lazio.

## Squadre partecipanti

### Girone A
- Asti
- Amatori Capoterra
- Bassa Bresciana
- Biella
- CUS Genova
- Grande Milano
- Lecco
- Lumezzane
- Mantova
- Rugby Milano
- Ospitaletto
- Sondrio

### Girone B
- Avezzano
- CUS Perugia
- Lions Amaranto
- Modena
- Parma (cadetta)
- Pieve
- Reggio Emilia
- Reno Bologna
- Rieti
- Romagna[1]
- Vasari Arezzo
- Viterbo

### Girone C
- Casale
- CUS Padova
- CUS Verona
- Paese
- Petrarca (cadetta)
- Riviera
- Roccia Rubano
- Tarvisium
- Valpolicella
- Valsugana
- Villadose
- Villorba[2]

### Girone D
- Amatori Catania
- Capitolina (cadetta)[3]
- CUS Roma
- Fiamme Oro
- Frascati[4]
- Lazio[5]
- Milazzo[6]
- Partenope
- Primavera
- Sannio
- Segni
- Sele[7]

## Stagione regolare

### Girone A
| 5-10-2008 | 1ª/12ª giornata               | 11-1-2009 |
| --------- | ----------------------------- | --------- |
| 31-16     | Am. Capoterra - Grande Milano | 14-13     |
| 16-17     | CUS Genova - Ospitaletto      | 34-12     |
| 42-0      | Mantova - Milano              | 14-16     |
| 33-0      | Asti - Lumezzane              | 41-13     |
| 14-33     | Lecco - Sondrio               | 0-33      |
| 27-15     | Bassa Bresciana - Biella      | 23-12     |

| 26-10-2008 | 4ª/15ª giornata            | 1-2-2009 |
| ---------- | -------------------------- | -------- |
| 26-35      | Biella - CUS Genova        | 10-31    |
| 34-0       | Sondrio - Ospitaletto      | 26-16    |
| 12-23      | Bassa Bresciana - Mantova  | 17-18    |
| 27-45      | Grande Milano - Asti       | 8-29     |
| 19-50      | Lecco - Lumezzane          | 19-9     |
| 8-27       | Milano - Amatori Capoterra | 0-55     |

| 23-11-2008 | 7ª/18ª giornata          | 29-3-2009 |
| ---------- | ------------------------ | --------- |
| 13-19      | Amatori Capoterra - Asti | 13-10     |
| 30-6       | CUS Genova - Mantova     | 10-7      |
| 29-31      | Ospitaletto - Milano     | 13-28     |
| 19-16      | Lecco - Bassa Bresciana  | 19-5      |
| 14-12      | Biella - Grande Milano   | 14-19     |
| 24-17      | Sondrio - Lumezzane      | 13-21     |

| 14-12-2008 | 10ª/21ª giornata               | 26-4-2009 |
| ---------- | ------------------------------ | --------- |
| 28-17      | Amatori Capoterra - CUS Genova | 24-10     |
| 24-6       | Mantova - Sondrio              | 23-15     |
| 34-5       | Bassa Bresciana - Milano       | 34-7      |
| 22-5       | Grande Milano - Lumezzane      | 13-19     |
| 10-3       | Lecco - Ospitaletto            | 21-5      |
| 24-5       | Asti - Biella                  | 12-3      |

| 12-10-2008 | 2ª/13ª giornata                 | 18-1-2009 |
| ---------- | ------------------------------- | --------- |
| 17-22      | Sondrio - Amatori Capoterra     | 22-35     |
| 32-34      | Lumezzane - CUS Genova          | 18-44     |
| 9-24       | Ospitaletto - Mantova           | 22-23     |
| 74-7       | Asti - Milano                   | 60-0      |
| 34-17      | Biella - Lecco                  | 15-13     |
| 21-9       | Grande Milano - Bassa Bresciana | 18-13     |

| 2-11-2008 | 5ª/16ª giornata                 | 22-2-2009 |
| --------- | ------------------------------- | --------- |
| 39-13     | Am. Capoterra - Bassa Bresciana | 33-6      |
| 19-0      | CUS Genova - Milano             | 30-13     |
| 13-7      | Ospitaletto - Lumezzane         | 14-30     |
| 17-28     | Mantova - Asti                  | 3-14      |
| 17-13     | Lecco - Grande Milano           | 11-6      |
| 12-18     | Biella - Sondrio                | 0-43      |

| 30-11-2008 | 8ª/19ª giornata                 | 5-4-2009 |
| ---------- | ------------------------------- | -------- |
| 29-5       | Amatori Capoterra - Ospitaletto | 29-17    |
| 19-10      | Mantova - Lecco                 | 14-14    |
| 18-12      | Asti - Sondrio                  | 31-23    |
| 9-6        | Biella - Milano                 | 26-43    |
| 15-7       | Bassa Bresciana - Lumezzane     | 14-9     |
| 32-6       | Grande Milano - CUS Genova      | 12-9     |

| 21-12-2008 | 11ª/22ª giornata           | 3-5-2009 |
| ---------- | -------------------------- | -------- |
| 10-36      | Biella - Amatori Capoterra | 23-45    |
| 14-27      | Ospitaletto - Asti         | 0-68     |
| 23-28      | Lumezzane - Mantova        | 9-22     |
| 6-20       | Milano - Grande Milano     | 9-43     |
| 9-25       | Bassa Bresciana - Sondrio  | 7-66     |
| 25-21      | CUS Genova - Lecco         | 22-8     |

| 19-10-2008 | 3ª/14ª giornata               | 25-1-2009 |
| ---------- | ----------------------------- | --------- |
| 79-15      | Amatori Capoterra - Lumezzane | 28-10     |
| 22-20      | CUS Genova - Sondrio          | 17-26     |
| 8-22       | Ospitaletto - Biella          | 21-13     |
| 27-16      | Mantova - Grande Milano       | 12-35     |
| 44-6       | Asti - Bassa Bresciana        | 51-13     |
| 28-0       | Lecco - Milano                | 16-3      |

| 16-11-2008 | 6ª/17ª giornata              | 8-3-2009 |
| ---------- | ---------------------------- | -------- |
| 13-32      | Milano - Sondrio             | 20-36    |
| 11-25      | Mantova - Amatori Capoterra  | 10-49    |
| 15-35      | Bassa Bresciana - CUS Genova | 9-10     |
| 29-5       | Grande Milano - Ospitaletto  | 26-6     |
| 23-17      | Asti - Lecco                 | 31-6     |
| 27-9       | Lumezzane - Biella           | 14-32    |

| 7-12-2008 | 9ª/20ª giornata               | 19-4-2009 |
| --------- | ----------------------------- | --------- |
| 26-37     | Lecco - Amatori Capoterra     | 15-25     |
| 24-30     | CUS Genova - Asti             | 0-22      |
| 15-20     | Bassa Bresciana - Ospitaletto | 5-11      |
| 32-21     | Biella - Mantova              | 10-23     |
| 45-3      | Lumezzane - Milano            | 17-8      |
| 29-25     | Sondrio - Grande Milano       | 25-8      |

#### Classifica
|  |     | Squadra           | G  | V  | N | P  | PF  | PS  | P±   | B  | Pt |
|  | --- | ----------------- | -- | -- | - | -- | --- | --- | ---- | -- | -- |
|  | 1.  | Amatori Capoterra | 22 | 21 | 0 | 1  | 716 | 293 | 423  | 15 | 99 |
|  | 2.  | Asti              | 22 | 21 | 0 | 1  | 734 | 224 | 510  | 13 | 97 |
|  | 3.  | Sondrio           | 22 | 14 | 0 | 8  | 578 | 354 | 224  | 14 | 70 |
|  | 4.  | CUS Genova        | 22 | 14 | 0 | 8  | 480 | 388 | 92   | 9  | 65 |
|  | 5.  | Grande Milano     | 22 | 11 | 0 | 11 | 434 | 355 | 79   | 10 | 54 |
|  | 6.  | Mantova           | 22 | 12 | 1 | 9  | 411 | 402 | 9    | 4  | 54 |
|  | 7.  | Lecco             | 22 | 9  | 1 | 12 | 340 | 421 | −81  | 4  | 42 |
|  | 8.  | Lumezzane         | 22 | 7  | 0 | 15 | 397 | 527 | −130 | 10 | 38 |
|  | 9.  | Biella            | 22 | 7  | 0 | 15 | 346 | 518 | −172 | 7  | 35 |
|  | 10. | Bassa Bresciana   | 22 | 6  | 0 | 16 | 317 | 507 | −190 | 9  | 33 |
|  | 11. | Ospitaletto       | 22 | 5  | 0 | 17 | 260 | 547 | −287 | 4  | 24 |
|  | 12. | Rugby Milano      | 22 | 4  | 0 | 18 | 226 | 709 | −483 | 4  | 20 |

### Girone B
| 5-10-2008 | 1ª/12ª giornata              | 11-1-2009          |
| --------- | ---------------------------- | ------------------ |
| 13-16     | Avezzano - Parma A           | 13-13              |
| 7-52      | Reno - Romagna               | 7-35 (20-0 a tav.) |
| 12-10     | Lions Amaranto - CUS Perugia | 11-19              |
| 13-0      | Modena - Ova Rugby Pieve     | 60-8               |
| 35-15     | Viterbo - Rieti              | 12-17              |
| 35-0      | Reggio - Arezzo              | 29-21              |

| 26-10-2008 | 4ª/15ª giornata           | 1-2-2009 |
| ---------- | ------------------------- | -------- |
| 8-17       | Arezzo - Avezzano         | 6-24     |
| 18-16      | Ova Rugby Pieve - Parma A | 3-10     |
| 53-7       | Reggio - Reno             | 20-0     |
| 10-20      | Rieti - Lions Amaranto    | 10-3     |
| 43-18      | Romagna - Viterbo         | 11-30    |
| 17-46      | CUS Perugia - Modena      | 0-31     |

| 23-11-2008 | 7ª/18ª giornata               | 29-3-2009 |
| ---------- | ----------------------------- | --------- |
| 48-5       | Avezzano - Reno               | 12-9      |
| 50-5       | Parma A - Romagna             | 8-21      |
| 28-6       | Viterbo - Lions Amaranto      | 9-9       |
| 18-8       | Modena - Reggio               | 21-14     |
| 16-9       | Arezzo - Rieti                | 14-13     |
| 32-9       | Ova Rugby Pieve - CUS Perugia | 5-19      |

| 14-12-2008 | 10ª/21ª giornata        | 26-4-2009 |
| ---------- | ----------------------- | --------- |
| 6-8        | Viterbo - Avezzano      | 12-44     |
| 19-30      | Modena - Parma A        | 19-0      |
| 21-0       | Ova Rugby Pieve - Reno  | 7-13      |
| 3-13       | Lions Amaranto - Arezzo | 6-8       |
| 25-22      | Reggio - Romagna        | 17-17     |
| 12-0       | Rieti - CUS Perugia     | 17-31     |

| 12-10-2008 | 2ª/13ª giornata           | 18-1-2009 |
| ---------- | ------------------------- | --------- |
| 7-15       | CUS Perugia - Avezzano    | 7-29      |
| 63-0       | Parma A - Reno            | 12-3      |
| 24-5       | Romagna - Lions Amaranto  | 8-12      |
| 21-29      | Arezzo - Modena           | -         |
| 3-3        | Ova Rugby Pieve - Viterbo | 12-29     |
| 5-18       | Rieti - Reggio            | 3-39      |

| 2-11-2008 | 5ª/16ª giornata          | 22-2-2009 |
| --------- | ------------------------ | --------- |
| 25-13     | Avezzano - Romagna       | 20-5      |
| 37-7      | Parma A - CUS Perugia    | 18-23     |
| 18-18     | Reno - Lions Amaranto    | -         |
| 42-7      | Modena - Rieti           | 97-8      |
| 5-31      | Viterbo - Reggio         | 22-31     |
| 12-20     | Arezzo - Ova Rugby Pieve | 9-14      |

| 30-11-2008 | 8ª/19ª giornata                  | 5-4-2009 |
| ---------- | -------------------------------- | -------- |
| 0-35       | Rieti - Avezzano                 | 0-48     |
| 5-11       | Viterbo - Parma A                | 11-41    |
| 12-43      | Reno - Modena                    | 7-83     |
| 13-9       | Ova Rugby Pieve - Lions Amaranto | 3-37     |
| 14-7       | Romagna - Arezzo                 | 9-7      |
| 48-5       | Reggio - CUS Perugia             | 25-7     |

| 21-12-2008 | 11ª/22ª giornata         | 3-5-2009 |
| ---------- | ------------------------ | -------- |
| 19-16      | Avezzano - Modena        | 10-30    |
| 19-10      | Parma A - Lions Amaranto | 7-31     |
| 28-12      | CUS Perugia - Reno       | 0-14     |
| 41-18      | Romagna - Rieti          | 32-10    |
| 20-20      | Arezzo - Viterbo         | 9-7      |
| 7-16       | Ova Rugby Pieve - Reggio | 0-55     |

| 19-10-2008 | 3ª/14ª giornata            | 25-1-2009 |
| ---------- | -------------------------- | --------- |
| 15-0       | Avezzano - Ova Rugby Pieve | 7-5       |
| 52-11      | Parma A - Arezzo           | 27-10     |
| 32-15      | Reno - Rieti               | 17-28     |
| 6-20       | Lions Amaranto - Reggio    | 0-34      |
| 57-17      | Modena - Romagna           | 23-13     |
| 26-11      | Viterbo - CUS Perugia      | 13-11     |

| 16-11-2008 | 6ª/17ª giornata           | 8-3-2009 |
| ---------- | ------------------------- | -------- |
| 39-7       | Reggio - Avezzano         | 7-9      |
| 10-39      | Rieti - Parma A           | 5-10     |
| 8-10       | Reno - Viterbo            | 7-31     |
| 14-5       | Modena - Lions Amaranto   | 28-8     |
| 20-16      | Romagna - Ova Rugby Pieve | 22-0     |
| 16-12      | CUS Perugia - Arezzo      | 15-24    |

| 7-12-2008 | 9ª/20ª giornata           | 19-4-2009 |
| --------- | ------------------------- | --------- |
| 11-13     | Lions Amaranto - Avezzano | 3-14      |
| 13-13     | Parma A - Reggio          | 0-13      |
| 37-5      | Arezzo - Reno             | 16-20     |
| 20-14     | CUS Pergia - Romagna      | 13-13     |
| 45-0      | Modena - Viterbo          | 10-3      |
| 60-0      | Ova Rugby Pieve - Rieti   | 0-14      |

#### Classifica
|  |     | Squadra        | G  | V  | N | P  | PF  | PS  | P±   | B  | Pen | Pt |
|  | --- | -------------- | -- | -- | - | -- | --- | --- | ---- | -- | --- | -- |
|  | 1.  | Modena         | 21 | 19 | 0 | 2  | 744 | 207 | 537  | 15 | 0   | 91 |
|  | 2.  | Reggio Emilia  | 22 | 17 | 2 | 3  | 590 | 195 | 395  | 13 | 0   | 85 |
|  | 3.  | Avezzano       | 22 | 18 | 1 | 3  | 443 | 218 | 225  | 8  | 0   | 82 |
|  | 4.  | Parma A        | 22 | 14 | 2 | 6  | 492 | 263 | 229  | 9  | 0   | 69 |
|  | 5.  | Romagna        | 22 | 10 | 2 | 10 | 416 | 408 | 8    | 7  | 4   | 47 |
|  | 6.  | Viterbo        | 22 | 8  | 3 | 11 | 335 | 403 | −68  | 7  | 0   | 45 |
|  | 7.  | Vasari Arezzo  | 21 | 7  | 1 | 13 | 298 | 367 | −69  | 7  | 0   | 37 |
|  | 8.  | Pieve          | 22 | 7  | 1 | 14 | 247 | 388 | −141 | 6  | 0   | 36 |
|  | 9.  | Lions Amaranto | 21 | 5  | 2 | 14 | 238 | 309 | −71  | 11 | 0   | 35 |
|  | 10. | CUS Perugia    | 22 | 7  | 1 | 14 | 275 | 467 | −192 | 2  | 0   | 32 |
|  | 11. | Reno Bologna   | 21 | 5  | 1 | 15 | 216 | 597 | −381 | 4  | 0   | 26 |
|  | 12. | Rieti          | 22 | 5  | 0 | 17 | 226 | 641 | −415 | 4  | 0   | 24 |

### Girone C
| 5-10-2008 | 1ª/12ª giornata        | 11-1-2009 |
| --------- | ---------------------- | --------- |
| 21-5      | CUS Padova - Rubano    | 14-21     |
| 21-17     | Casale - Villorba      | 8-3       |
| 3-20      | Tarvisium - Riviera    | 0-26      |
| 20-17     | Valpolicella - Paese   | 7-19      |
| 20-7      | Petrarca A - Villadose | 19-16     |
| 18-46     | Valsugana - CUS Verona | 0-62      |

| 26-10-2008 | 4ª/15ª giornata         | 1-2-2009 |
| ---------- | ----------------------- | -------- |
| 36-13      | CUS Verona - CUS Padova | 22-16    |
| 23-25      | Paese - Rubano          | 12-5     |
| 18-18      | Valsugana - Casale      | 13-13    |
| 45-3       | Petrarca A - Tarvisium  | 36-0     |
| 12-13      | Villorba - Villadose    | 5-17     |
| 27-3       | Riviera - Valpolicella  | 31-8     |

| 23-11-2008 | 7ª/18ª giornata          | 29-3-2009 |
| ---------- | ------------------------ | --------- |
| 32-21      | CUS Padova - Casale      | 10-16     |
| 29-13      | Rubano - Villorba        | 12-16     |
| 20-22      | Villadose - Tarvisium    | 0-26      |
| 54-0       | Valpolicella - Valsugana | 21-3      |
| 39-34      | CUS Verona - Petrarca A  | 10-15     |
| 8-21       | Paese - Riviera          | 7-45      |

| 14-12-2008 | 10ª/21ª giornata       | 26-4-2009 |
| ---------- | ---------------------- | --------- |
| 26-54      | Villadose - CUS Padova | 6-32      |
| 23-8       | Valpolicella - Rubano  | 19-0      |
| 13-10      | Casale - Paese         | 21-20     |
| 16-12      | Tarvisium - CUS Verona | 10-40     |
| 26-13      | Valsugana - Villorba   | 8-25      |
| 13-21      | Petrarca A - Riviera   | 11-31     |

| 12-10-2008 | 2ª/13ª giornata           | 18-1-2009 |
| ---------- | ------------------------- | --------- |
| 23-7       | Riviera - CUS Padova      | 11-13     |
| 40-18      | Rubano - Casale           | 25-18     |
| 3-17       | Villorba - Tarvisium      | 8-3       |
| 27-21      | CUS Verona - Valpolicella | 33-8      |
| 43-7       | Paese - Villadose         | 25-16     |
| 41-19      | Petrarca A - Valsugana    | 21-0      |

| 2-11-2008 | 5ª/16ª giornata           | 22-2-2009 |
| --------- | ------------------------- | --------- |
| 41-10     | CUS Padova - Villorba     | 19-5      |
| 11-26     | Rubano - Riviera          | 17-37     |
| 11-12     | Casale - Tarvisium        | 16-27     |
| 17-18     | Valpolicella - Petrarca A | 18-25     |
| 22-10     | Villadose - Valsugana     | 27-16     |
| 22-20     | CUS Verona - Paese        | 35-18     |

| 30-11-2008 | 8ª/19ª giornata         | 5-4-2009 |
| ---------- | ----------------------- | -------- |
| 18-12      | CUS Padova - Petrarca A | 7-40     |
| 12-16      | Villadose - Rubano      | 13-22    |
| 7-14       | Casale - Valpolicella   | 5-41     |
| 12-14      | Tarvisium - Paese       | 22-28    |
| 7-27       | Villorba - CUS Verona   | 10-33    |
| 3-36       | Valsugana - Riviera     | 7-45     |

| 21-12-2008 | 11ª/22ª giornata          | 3-5-2009 |
| ---------- | ------------------------- | -------- |
| 20-18      | CUS Padova - Valpolicella | 10-26    |
| 15-14      | Rubano - Tarvisium        | 5-30     |
| 50-14      | Riviera - Casale          | 17-6     |
| 0-37       | Villorba - Petrarca A     | 7-43     |
| 52-0       | CUS Verona - Villadose    | 65-3     |
| 39-7       | Paese - Valsugana         | 16-19    |

| 19-10-2008 | 3ª/14ª giornata         | 25-1-2009 |
| ---------- | ----------------------- | --------- |
| 17-6       | CUS Padova - Paese      | 34-14     |
| 18-37      | Rubano - CUS Verona     | 3-50      |
| 7-52       | Casale - Petrarca A     | 0-67      |
| 37-10      | Tarvisium - Valsugana   | 18-17     |
| 71-0       | Valpolicella - Villorba | 43-12     |
| 10-34      | Villadose - Riviera     | 0-46      |

| 16-11-2008 | 6ª/17ª giornata          | 8-3-2009 |
| ---------- | ------------------------ | -------- |
| 13-28      | Valsugana - CUS Padova   | 13-29    |
| 26-13      | Petrarca A - Rubano      | 34-20    |
| 42-8       | Casale - Villadose       | 5-29     |
| 3-43       | Tarvisium - Valpolicella | 24-35    |
| 17-34      | Villorba - Paese         | 8-15     |
| 12-10      | Riviera - CUS Verona     | -        |

| 7-12-2008 | 9ª/20ª giornata          | 19-4-2009 |
| --------- | ------------------------ | --------- |
| 27-14     | CUS Padova - Tarvisium   | 17-31     |
| 20-16     | Rubano - Valsugana       | 0-40      |
| 29-7      | CUS Verona - Casale      | 43-19     |
| 38-5      | Riviera - Villorba       | 32-19     |
| 55-7      | Valpolicella - Villadose | 20-15     |
| 3-16      | Paese - Petrarca A       | 19-32     |

#### Classifica
|  |     | Squadra       | G  | V  | N | P  | PF  | PS  | P±   | B  | Pen | Pt |
|  | --- | ------------- | -- | -- | - | -- | --- | --- | ---- | -- | --- | -- |
|  | 1.  | CUS Verona    | 21 | 18 | 0 | 3  | 730 | 268 | 462  | 23 | 0   | 95 |
|  | 2.  | Riviera       | 21 | 20 | 0 | 1  | 629 | 175 | 454  | 14 | 0   | 94 |
|  | 3.  | Petrarca A    | 22 | 18 | 0 | 4  | 657 | 275 | 382  | 13 | 0   | 85 |
|  | 4.  | CUS Padova    | 22 | 14 | 0 | 8  | 479 | 389 | 90   | 11 | 0   | 67 |
|  | 5.  | Valpolicella  | 22 | 14 | 0 | 8  | 585 | 311 | 274  | 11 | 0   | 67 |
|  | 6.  | Tarvisium     | 22 | 10 | 0 | 12 | 344 | 448 | −104 | 7  | 0   | 47 |
|  | 7.  | Paese         | 22 | 9  | 0 | 13 | 410 | 421 | −11  | 10 | 0   | 46 |
|  | 8.  | Roccia Rubano | 22 | 9  | 0 | 13 | 330 | 512 | −182 | 4  | 0   | 40 |
|  | 9.  | Casale        | 22 | 6  | 2 | 14 | 306 | 577 | −271 | 4  | 0   | 32 |
|  | 10. | Villadose     | 22 | 6  | 0 | 16 | 270 | 639 | −369 | 3  | 0   | 27 |
|  | 11. | Valsugana     | 22 | 3  | 2 | 17 | 276 | 631 | −355 | 4  | 0   | 20 |
|  | 12. | Villorba      | 22 | 3  | 0 | 19 | 215 | 587 | −372 | 5  | 4   | 13 |

### Girone D
| 5-10-2008 | 1ª/12ª giornata           | 11-1-2009 |
| --------- | ------------------------- | --------- |
| 45-12     | Capitolina A - Milazzo    | 16-15     |
| 40-12     | Frascati - CUS Roma       | 26-7      |
| 18-17     | Partenope - Segni         | 23-13     |
| 36-19     | Fiamme Oro - Rugby Sannio | 6-13      |
| 15-7      | Am. Catania - Primavera   | 41-0      |
| Rip.      | Sele                      |           |

| 26-10-2008 | 4ª/15ª giornata          | 1-2-2009 |
| ---------- | ------------------------ | -------- |
| 37-7       | Segni - Rugby Sannio     | 13-20    |
| 15-16      | CUS Roma - Am. Catania   | 3-26     |
| 13-26      | Milazzo - Fiamme Oro     | 3-67     |
| 17-30      | Sele - Partenope         | 6-21     |
| 14-45      | Primavera - Capitolina A | 15-13    |
| Rip.       | Frascati                 |          |

| 23-11-2008 | 7ª/18ª giornata           | 29-3-2009 |
| ---------- | ------------------------- | --------- |
| 0-29       | Partenope - Frascati      | 7-27      |
| 31-18      | Fiamme Oro - Capitolina A | 42-5      |
| 16-6       | Rugby Sannio - Sele       | 67-7      |
| 88-5       | Segni - Milazzo           | 21-22     |
| 22-13      | CUS Roma - Primavera      | 46-5      |
| Rip.       | Amatori Catania           |           |

| 14-12-2008 | 10ª/21ª giornata        | 26-4-2009 |
| ---------- | ----------------------- | --------- |
| 12-15      | Sele - Milazzo          | -         |
| 7-10       | Capitolina A - Segni    | 13-15     |
| 22-12      | Frascati - Rugby Sannio | 24-29     |
| 23-37      | Partenope - Am. Catania | 0-88      |
| 48-7       | Fiamme Oro - Primavera  | 66-10     |
| Rip.       | CUS Roma                |           |

| 12-10-2008 | 2ª/13ª giornata            | 18-1-2009 |
| ---------- | -------------------------- | --------- |
| 10-22      | Rugby Sannio - Am. Catania | 7-41      |
| 13-22      | Segni - Fiamme Oro         | 11-27     |
| 10-14      | CUS Roma - Partenope       | 12-16     |
| 3-14       | Milazzo - Frascati         | 5-53      |
| 0-54       | Sele - Capitolina A        | 24-66     |
| Rip.       | Primavera                  |           |

| 2-11-2008 | 5ª/16ª giornata         | 22-2-2009 |
| --------- | ----------------------- | --------- |
| 20-7      | Frascati - Capitolina A | 20-18     |
| 73-0      | Fiamme Oro - Sele       | 86-0      |
| 36-0      | Am. Catania - Milazzo   | 47-13     |
| 35-7      | Sannio - CUS Roma       | 29-27     |
| 37-20     | Segni - Primavera       | 50-7      |
| Rip.      | Partenope               |           |

| 30-11-2008          | 8ª/19ª giornata            | 5-4-2009 |
| ------------------- | -------------------------- | -------- |
| 9-29                | Milazzo - CUS Roma         | 21-37    |
| 15-28               | Sele - Segni               | 7-130    |
| 13-18 (20-0 a tav.) | Capitolina A - Am. Catania | 0-22     |
| 23-38               | Primavera - Partenope      | 17-44    |
| 14-23               | Frascati - Fiamme Oro      | 14-26    |
| Rip.                | Rugby Sannio               |          |

| 21-12-2008 | 11ª/22ª giornata         | 3-5-2009 |
| ---------- | ------------------------ | -------- |
| 26-23      | Am. Catania - Fiamme Oro | 5-12     |
| 17-6       | Rugby Sannio - Partenope | 13-5     |
| 14-14      | Segni - Frascati         | 8-35     |
| 14-16      | CUS Roma - Capitolina A  | 12-13    |
| 24-25      | Primavera - Sele         | 26-24    |
| Rip.       | Milazzo                  |          |

| 19-10-2008 | 3ª/14ª giornata          | 25-1-2009 |
| ---------- | ------------------------ | --------- |
| 43-13      | Frascati - Sele          | 48-0      |
| 38-23      | Partenope - Milazzo      | -         |
| 39-25      | Fiamme Oro - CUS Roma    | 40-20     |
| 43-15      | Am. Catania - Segni      | 14-17     |
| 35-12      | Rugby Sannio - Primavera | 24-15     |
| Rip.       | Capitolina A             |           |

| 16-11-2008 | 6ª/17ª giornata          | 8-3-2009 |
| ---------- | ------------------------ | -------- |
| 12-21      | CUS Roma - Segni         | 10-20    |
| 10-14      | Milazzo - Rugby Sannio   | 22-61    |
| 3-48       | Sele - Am. Catania       | -        |
| 16-3       | Capitolina A - Partenope | 23-34    |
| 21-41      | Primavera - Frascati     | 10-56    |
| Rip.       | Fiamme Oro               |          |

| 7-12-2008 | 9ª/20ª giornata             | 19-4-2009 |
| --------- | --------------------------- | --------- |
| 19-0      | Fiamme Oro - Partenope      | 29-10     |
| 22-11     | Am. Catania - Frascati      | 6-3       |
| 17-10     | Rugby Sannio - Capitolina A | 6-12      |
| 60-0      | CUS Roma - Sele             | 51-5      |
| 10-15     | Milazzo - Primavera         | -         |
| Rip.      | Segni                       |           |

#### Classifica
|  |     | Squadra         | G  | V  | N | P  | PF  | PS  | P±   | B  | Pen | Pt |
|  | --- | --------------- | -- | -- | - | -- | --- | --- | ---- | -- | --- | -- |
|  | 1.  | Fiamme Oro      | 20 | 18 | 0 | 2  | 741 | 226 | 515  | 15 | 0   | 87 |
|  | 2.  | Amatori Catania | 19 | 16 | 0 | 3  | 555 | 182 | 373  | 22 | 0   | 86 |
|  | 3.  | Frascati        | 20 | 14 | 1 | 5  | 554 | 241 | 313  | 14 | 4   | 68 |
|  | 4.  | Sannio          | 20 | 14 | 0 | 6  | 451 | 340 | 111  | 6  | 0   | 62 |
|  | 5.  | Segni           | 20 | 11 | 1 | 8  | 578 | 341 | 237  | 13 | 0   | 59 |
|  | 6.  | Partenope       | 19 | 10 | 0 | 9  | 330 | 436 | −106 | 5  | 0   | 45 |
|  | 7.  | Capitolina A    | 20 | 10 | 0 | 10 | 417 | 326 | 91   | 5  | 4   | 41 |
|  | 8.  | CUS Roma        | 20 | 6  | 0 | 14 | 431 | 404 | 27   | 12 | 0   | 36 |
|  | 9.  | Primavera       | 19 | 3  | 0 | 16 | 261 | 680 | −419 | 6  | 0   | 18 |
|  | 10. | Milazzo         | 17 | 3  | 0 | 14 | 216 | 604 | −388 | 5  | 12  | 5  |
|  | 11. | Sele            | 18 | 1  | 0 | 17 | 164 | 886 | −722 | 3  | 16  | −9 |
|  | 12. | Lazio           | 0  | 0  | 0 | 0  | 0   | 0   | 0    | 0  | 0   | 0  |

## Play-off promozione

### Andata
| 17 maggio 2009 | Asti | 22 – 15 referto | CUS Verona |  |

| 17 maggio 2009 | Reggio Emilia | 15 – 20 | Fiamme Oro |  |

| 17 maggio 2009 | Riviera | 49 – 10 | Amatori Capoterra |  |

| 17 maggio 2009 | Amatori Catania | 43 – 10 | Modena |  |

### Ritorno
| 24 maggio 2009 | CUS Verona | 32 – 6 referto | Asti |  |

| 24 maggio 2009 | Fiamme Oro | 20 – 12 | Reggio Emilia |  |

| 24 maggio 2009 | Amatori Capoterra | 21 – 9 | Riviera |  |

| 24 maggio 2009 | Modena | 27 – 14 | Amatori Catania |  |

## Verdetti
- Amatori Catania, CUS Verona, Fiamme Oro e Riviera promosse in serie A2.
- Rugby Milano, Milazzo, Ospitaletto, Reno Bologna, Rieti, Sele, Valsugana e Villorba retrocesse in serie C.